# (11022) Serio
(11022) Serio (1986 EJ1) – planetoida z pasa głównego asteroid okrążająca Słońce w ciągu 4,22 lat w średniej odległości 2,61 j.a. Odkryta 5 marca 1986 roku.